# Brickellia villarrealii
Brickellia villarrealii là một loài thực vật có hoa trong họ Cúc. Loài này được (R.M.King & H.Rob.) Govaerts mô tả khoa học đầu tiên năm 1996.